# الراقصة والطبال (فلم)
فيلم الراقصة والطبال هو فيلم درامي مصري تم إنتاجه عام 1984 من إخراج أشرف فهمي وتأليف إحسان عبد القدوس وسيناريو مصطفى محرم وحوار بهجت قمر. بطولة نبيلة عبيد والفنان أحمد زكي والفنان عادل أدهم، شارك في الفيلم أيضا محمد رضا ونبيلة السيد. يحكى الفيلم طموح طبال ليكون أساس الفرقة الموسيقية المصاحبة للرقص الشرقي في الكباريه وليس جزء هامشي منها، ما يدفعه للخروج من الفرقة بحثاُ عن راقصة شابة لتدريبها وتحولها إلى راقصة مشهورة، يستمر التعاون الناجح بينهما حتى تأتي نقطة الخلاف بتجاهله مشاعرها العاطفية نحوه وانفصالها عنه وصعودها للنجومية لتصبح أشهر راقصة في عصرها، بينما ينحدر مع الإدمان نحو التهميش و الحرمان.

## قصة الفيلم
يتولى الطبال عبده تدريب راقصه الموالد مباهج وتحويلها إلى راقصة مشهورة، تعترف بحبها لعبده، ولكنه يرفض الزواج منها فهو يخشى أن يشغله الزواج عن مستقبله الفني. تتعرف مباهج على المعلم هريدي الذي يغدق عليها المال الكثير. وتكون فرقة خاصة بها. يندم عبده على موقفه من مباهج وعندما يعرض عليها الزواج ترفض. يفشل عبده في تقديم فاصل عزف بالطبلة بدون راقصة فينهار ويدمن المخدرات. وعندما يتردد على ملهى مباهج تطرده ويصاب بالجنون.

## طاقم الممثلين
- نبيلة عبيد في دور الراقصة مباهج
- أحمد زكي في دور عبده الطبال
- عادل أدهم في دور ناصح زوج قمر أخت الراقصة مباهج
- محمد رضا في دور المعلم هريدي أبو الهدد
- نبيلة السيد في دور قمر أخت الراقصة مباهج
- فاروق فتح الله في دور منير مدير الكباريه (ملهى الزهور).
- أحمد غانم في دور أبو شفه عازف الناي في الفرقة الموسيقة وصديق عبده الطبال
- سيف الله مختار في دور صبي المعلم ابو الهدد
- محمود العراقي
- زيزي مصطفى في دور نرجس الراقصة
- قدرية كامل في دور أم مباهج
- مختار السيد في دور الدكتور
- محمود جاد الله
- فاتن فؤاد
- نبوية سعيد
- بدرية عبدالجواد
- ياسر كمال
- حسن علم الدين
- حسان أبو زيد
- محسن مراد
- حسني صقر في دور مقدم فقرات في ملهى الزهور
- أحمد العضل

## روابط خارجية
- مقالات تستعمل روابط فنية بلا صلة مع ويكي بيانات